# Baromesnil
Baromesnil är en kommun i departementet Seine-Maritime i regionen Normandie i norra Frankrike. Kommunen ligger i kantonen Eu som tillhör arrondissementet Dieppe. År 2022 hade Baromesnil 212 invånare.

## Befolkningsutveckling
Antalet invånare i kommunen Baromesnil
| Referens: INSEE |